# 颶風伊尼基
飓风伊尼基于1992年9月5日形成，是有纪录以来吹袭夏威夷州的最强飓风。1990至1995年间，受强烈的厄尔尼诺现象影响，太平洋的热带天气活动非常活跃，伊尼基便是在此期间形成，是1992年太平洋飓风季的11个中太平洋热带气旋之一。9月8日，气旋达到热带风暴强度，次日又进一步强化成飓风。伊尼基转向北上，于9月11日以最高强度吹袭考艾岛，其风速达到每小时230公里，已属萨菲尔-辛普森飓风等级下的四级飓风标准，不但是1982年的飓风伊娃过后首场袭击夏威夷州的飓风，还是1959年的飓风多特之后首场吹袭该州的大型飓风。9月13日，伊尼基在夏威夷州和阿拉斯加州之间的中途海域消散。
气旋共造成6人死亡，经济损失约有18亿美元（1992年美元，相当于2025年的39.1億美元），是美国历史上造成破坏最严重的飓风之一，也是有纪录以来东太平洋造成破坏最大的飓风之一。伊尼基来袭数周前，飓风安德鲁刚刚袭击佛罗里达州，创下单场热带气旋损失数额的新纪录。
中太平洋飓风中心未能提前24小时发出任何热带气旋警告或观察预警，但考虑到缺乏预警，风暴的致死人数并不多。考艾岛受灾程度最重，有1400余套房屋被毁，另有5000余套严重受损。气旋的风眼虽未直接从歐胡島上空经过，但该岛仍因狂风和风暴潮遭受中等程度破坏。

## 气象历史
飓风伊尼基的确切源头尚无定论，但很可能是源于8月18日离开非洲西海岸的一股东风波。由于外界环境不利，系统在行经大西洋期间没有得到发展，于8月28日穿越中美洲进入太平洋。东风波继续快速西进，组织结构依然杂乱无章。系统行经海域环境渐趋有利，对流逐渐向中心聚拢，东风波于9月5日在墨西哥南下加利福尼亚州最南端的卡波圣卢卡斯（Cabo San Lucas）西南方向约2700公里洋面、夏威夷州希洛东南偏东方向约2500公里海域发展成第十八号热带低气压。气旋的雷暴活动起初并未呈现朝中心聚拢的趋势，气象机构因此估计系统的最高强度也只能达到热带风暴的最低标准。低气压继续快速向西前进，直到9月8日移动速度放缓时强度才有显著提高，达到热带风暴标准。

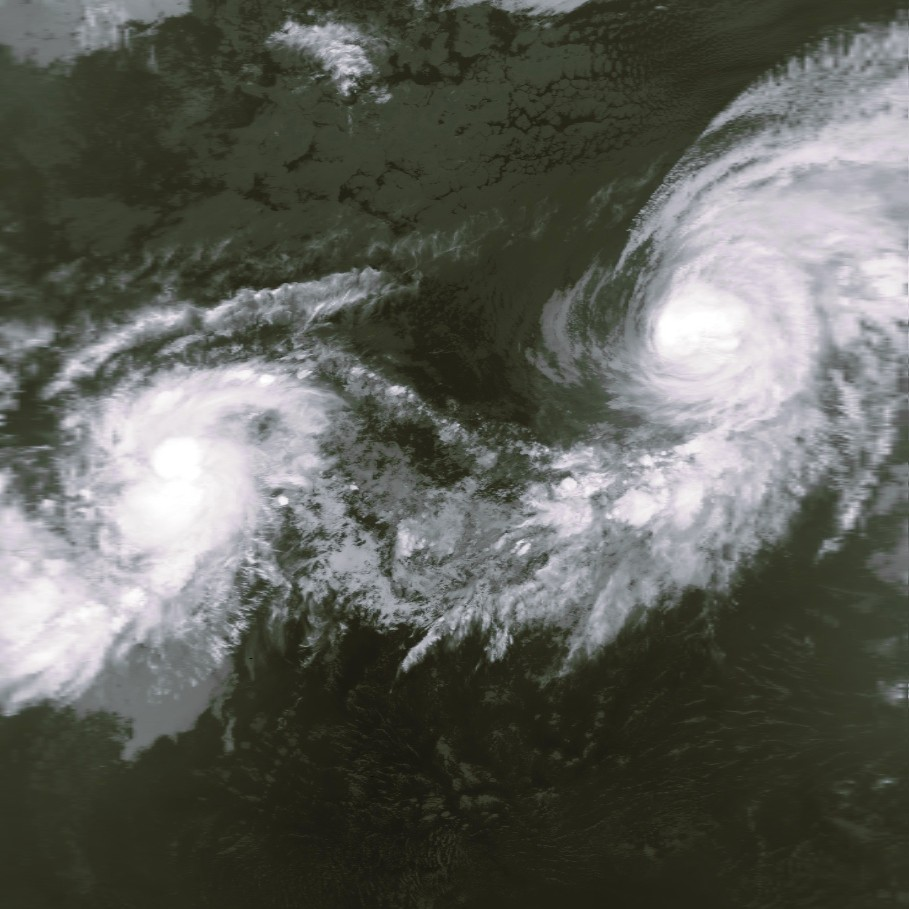
获名不久的热带风暴伊尼基（左），旁边是飓风奥莱娜

气旋坐落在副热带高压脊的南部边缘并继续向西移动，同时因中太平洋环境异常有利而增强，于9月9日在希洛东南偏南方向约760公里海域达到飓风强度。受逐渐逼近的上层低压槽影响，通常情况下会阻挡飓风接近夏威夷群岛的副热带高压脊有所减弱，伊尼基因此转向西北。在非常有利的上层外流和行经洋面水温较高的共同影响下，风暴稳步强化，于9月10日在群岛西南偏南方向达到大型飓风标准。
飓风转向北上并继续增强，于9月11日在考艾岛坡伊普（Poipu）西南偏南方向约270公里海域达到风力时速230公里的最高强度，已属萨菲尔-辛普森飓风等级下的四级飓风标准。伊尼基仍在快速向东北偏北进发，于这天早上以最高强度从考艾岛中南部登陆。美国国家气象局报称飓风产生的阵风时速达280公里。美国海军位于马哈卡脊（Makaha Ridge）的雷达站测得气旋风速高达每小时365公里，比其它任何气象机构的读数都要高。据《檀香山广告报》（The Honolulu Advertiser）报道，该数据是由数字气象站测出，当时使用的风速计刚刚达到此读数后马上就被狂风刮落。经过考艾岛后，伊尼基加速向东北偏北前进并迅速减弱，于9月13日在阿拉斯加州和夏威夷州中途海域附近被冷锋吸收并失去热带天气系统特征，转变成温带气旋。

## 防灾措施
中太平洋飓风中心未能在飓风逼近前及时发布热带气旋警告或观察预警。该机构同多家新闻媒体在风暴来袭前数天里一直预测伊尼基会维持在群岛以南较远海域，群岛所受影响仅限于部分地区出现强烈潮汐。部分国际计算机标准预报模型的预测结果表明飓风有可能转向北上，威胁人口众多的夏威夷岛屿，但没有引起中太平洋飓风中心气象专家的重视。直到9月11日清晨时，中太平洋飓风中心仍然坚持认为气旋只会在群岛以南较远洋面经过。飓风登陆前不到24小时，中太平洋飓风中心才发布特别公告，公众直到这时才首度接获警告，得知有大型飓风来袭。
9月11日早上，考艾岛接获飓风观察预警，并于数小时后升级成飓风警告。约8000人在风暴来袭前躲进避难所，其中许多都还记得10年前飓风伊娃袭击的情景。由于多所学校均已停课，人员疏散期间的交通压力并不大，到上午时街道就已空无一人。岛上的两间主要酒店没有将游客送往公共避难所，而是在风暴来袭期间要求住客留在室内。以草裙舞和冲浪闻名的威基基海滩也在飓风威胁下被迫关闭。
许多人赶往商店购买食品、电池、蜡烛、胶带等应急物资，多家酒店用沙袋保护楼房，住户则用浴缸储水。生活在低洼地区的居民离开家园，珍珠港的海军舰船驶往海上躲避，欧胡岛巴伯斯角海军航空基地的军机飞回美国本土基地。人们用公立学校建筑充当避难所，但这里只是躲避场所，并没有提供食品、婴儿床、毛毯、药品或其它应急物品。全岛约有三分之一的居民撤离，剩下的人大部分前去亲朋好友家中躲避。疏散过程从容易受灾的沿海地区开始，整体井然有序。中型及大型客车向有需要的人提供紧急运输服务，部分车流拥挤的路口有警察值班。人员撤离过程中存在的两点主要问题分别是避难场所缺少停车场，同时海岸沿线的出口线路不足。

## 影响
| 排名 | 名称       | 飓风季 | 损失（2025年美元） |
| ---- | ---------- | ------ | ------------------ |
| 1    | 曼努埃尔   | 2013   | 54.9億             |
| 2    | 保罗       | 1982   | 49.3億             |
| 3    | 伊尼基     | 1992   | 39.1億             |
| 4    | 比阿特丽斯 | 1993   | 35.9億             |
| 5    | “墨西哥”   | 1959   | 29.3億             |
| 6    | 奥迪尔     | 2014   | 15.7億             |
| 7    | 奥克塔夫   | 1983   | 15.7億             |
| 8    | 阿加莎     | 2010   | 15.4億             |
| 9    | 阿莱塔     | 1982   | 14.4億             |
| 10   | 诺曼       | 1978   | 14億               |
|      |            |        |                    |

飓风伊尼基是有纪录以来对夏威夷州破坏最严重的飓风，损失数额高达18亿美元（1992年美元）。风暴的破坏范围以考艾岛为主，岛上数以千计的民房受损，大范围地区停电，欧胡岛也受到显著破坏。此外，气旋还致使6人丧生。
飓风一度逼近位于檀香山的中太平洋飓风中心。考虑到飓风安德鲁重创佛罗里达州期间曾袭击美国国家飓风中心，台风奥马尔吹袭关岛时，美国国家气象局驻当地办事处也未能幸免，如果伊尼基再袭击中太平洋飓风中心，那么美国国家气象局负责发布热带气旋警告的三大机构就都在短短两个月内受袭。

### 考艾岛
伊尼基从考艾岛中南部登陆，全岛都被危险的内层核心覆盖。登陆期间，飓风产生1.4至1.8米的风暴潮，部分海岸的潮水有5.5米高。此外，考艾岛南部海岸受高达10.5米的狂浪冲击达数小时之久，导致从原海岸线到内陆超过250米的沿海区域堆满各种垃圾。风暴快速从岛上经过，所以产生的降雨量并不高。

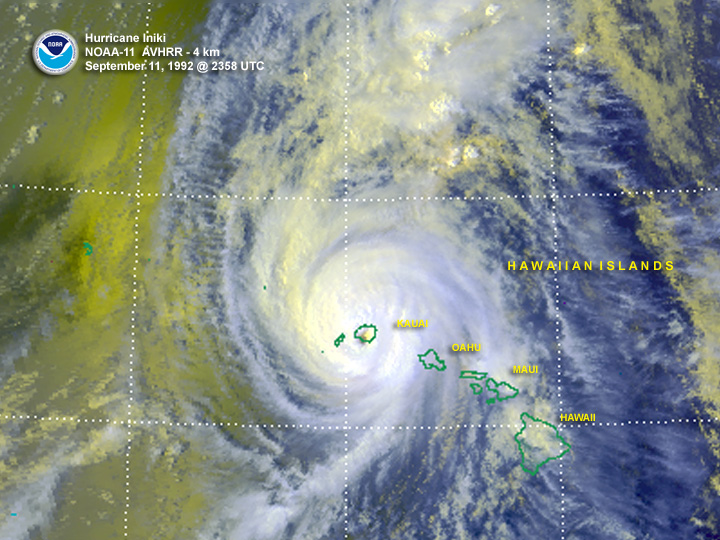
伊尼基登陆考艾岛

飓风在日间登陆，同时便携式摄像机在当地已有普及，因此考艾岛上许多居民都录下了风暴产生破坏的过程。这些片段之后还成为纪录片素材，片长接近1小时。此外，岛上的航空服务全部中断。

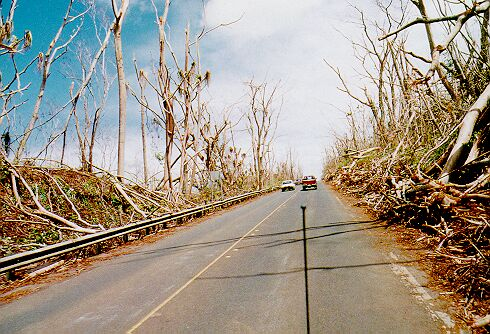
风暴对树木造成的破坏

狂风在岛上引起大范围破坏，有1421套房屋被毁，63套被风暴潮或大浪冲走。共有5152户民宅严重受损，还有7178套受到轻度损伤。南海岸附近的多家酒店和共管公寓也受到重创，灾后只有少数几家迅速恢复，部分酒店和公寓不得不用数年时间重建。因埃尔维斯·普雷斯利主演的1961年电影《蓝色夏威夷》（Blue Hawaii）闻名的可可棕榈度假酒店之后再也没有开张营业。岛上各地都有住宅被毁，导致7000余人在风暴过后流离失所。

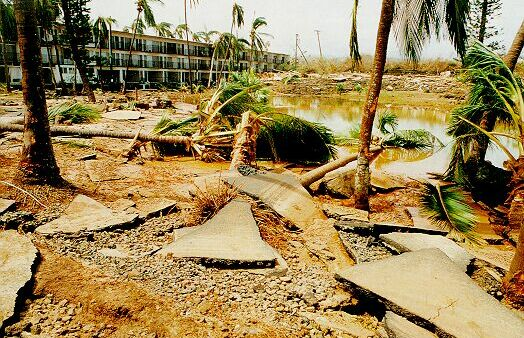
岛上的便道和树木受到飓风重创

受气旋产生的狂风影响，考艾岛上全长1300公里的配电线缆有35%中断，另有26.5%的输电线路电线杆和37%的配电线路电线杆倒塌，全岛的供电和电话服务在风暴过后很久都没能恢复。岛上多家电力公司在飓风过去后的4周内仅恢复20%的供电，其它部分地区的停电时间甚至长达3个月。考艾岛的农业也受到风暴影响，虽然大部分甘蔗都已收割，但尚未收割的庄稼大多严重受损。狂风摧毁了包括香蕉和番木瓜在内的多种热带作物，还有许多果林受到破坏，甚至被连根拔起。
伊尼基引起的大部分破坏都发生在考艾岛。岛上1人被瓦砾击中致死，另有1名女性被倒塌的房屋压死。海上有1名日本公民因船只倾覆溺毙。考虑到风暴强度及前期准备时间不足，伊尼基的致死人数很少，这应当归功于井然有序的防灾准备工作。虽然有上百人因气旋受伤，但其中大部分都发生在风暴过后。
气旋来袭时，电影人斯蒂芬·斯皮尔伯格也在岛上，他的电影《侏罗纪公园》在岛上的取景摄制工作已进入最后一天。伊尼基经过考艾岛期间，他同约130名演员和剧组成员一起在酒店内躲避，没有人因此受伤。
美国海岸警卫队位于那威利威利港（Nawiliwili Harbor）的基地受到风暴重创，驻地停放的1条25米长的巡逻快艇严重受损。海岸警卫队迅速组织人道主义应急支队，在肯尼斯·阿姆斯特朗（Kenneth Armstrong）上尉的统领下向道上居民提供医疗用品、食品、冰块、饮用水现金补助，还临时修复了多幢公共建筑。在阿姆斯特朗的帮助下，港口还重新通过认证获得汽油和柴油供应，一定程度上缓解了岛上因大量使用私人发电机引发的严重燃油短缺。国防部派出分遣队执行人称“花园清扫行动”的大规模救灾行动，提供大量帐篷的同时，还开展公共设施维修、道路清理和大型医疗救助。

### 欧胡岛
掠过欧胡岛期间，飓风产生比正常水平高0.5至0.9米的潮汐。长时间的大浪令该岛西南海岸的海滩受到严重侵蚀，其中又以巴伯斯角（Barbers Point）到卡伊娜角（Kaena Point）之间灾情最重。怀厄奈（Waianae）沿海地区受灾最为严重，大浪和风暴潮共同影响，一直淹上海滨公寓的2楼。整场风暴一共造成岛上两人丧生，财物损失约为数百万美元。

### 大岛及其他地区
大岛所受影响较小，据报浪高约为3米，风速每小时65公里。科纳港有3或4艘帆船被冲到岩石上，另一座港口内还有艘三体帆船沉没。凯阿拉凯夸湾的纳波波海滩有部分沙子流失，之后再也没有恢复原状。
位于考艾岛西南方向，仅有约300人口的私人小岛尼豪岛通讯中断，岛上大范围地区被雨水淹没。此外，夏威夷群岛海域的珊瑚礁及海底环境都受到相当程度破坏。

## 善后
| 飓风     | 飓风季 | 风速          | 参考   |
| -------- | ------ | ------------- | ------ |
| 奧蒂斯   | 2023年 | 每小时260公里 | [ 27 ] |
|          | 2015年 | 每小时240公里 | [ 28 ] |
| 玛德琳   | 1976年 | 每小时230公里 | [ 29 ] |
| 伊尼基   | 1992年 | 每小时230公里 | [ 2 ]  |
| 十二号   | 1957年 | 每小时220公里 | [ 30 ] |
| “墨西哥” | 1959年 | 每小时220公里 | [ 30 ] |
| 肯纳     | 2002年 | 每小时220公里 | [ 31 ] |
| 莉迪亚   | 2023年 | 每小时220公里 | [ 32 ] |

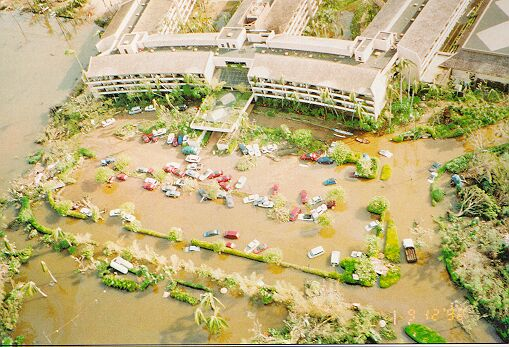
气旋产生的风暴潮

风暴刚后，许多人都对能在强烈的四级飓风下生还庆幸不已，但随着时间的推移，岛上无法收到任何广播，并且连接数天都不能通过任何渠道获得外界信息，这种庆幸也逐渐转变成忧虑。由于飓风令岛上绝大多数地区停电，多个社区举办聚会，吃掉冰箱和冰柜内的食品，避免浪费。多家食品市场允许顾客免费自取所需，但许多考艾岛居民坚持要付款。此外，夏威夷各地的许多艺人开展免费演出，在考艾岛北海岸拥有住宅的格雷厄姆·纳什（Graham Nash）也在其中。
伊尼基过去后，夏威夷虽有发生抢劫，但总体情形非常轻微。数周前在佛罗里达州见识过飓风安德鲁之后趋火打劫情形的一支美国陆军工兵队对岛上治安环境总体良好、暴力事件极少发生的情况深感惊讶。气旋过去约6周后，考艾岛上大部分地区都已恢复供电，岛上公立学校的学子则在灾害发生两周后返校学习。考艾岛居民仍希望从政府或保险公司获得财政援助，但过了6个月后，人们逐渐因没有获得多少帮助而感到恼怒。军方迅速行动，向人们提供最迫切的援助，甚至无需当地政府正式提出请求。
事实证明，风暴过后的3个星期里，业余无线电成为非常实用的工具，来自临近岛屿及周边太平洋国家和地区的志愿者前来协助救灾工作。救灾工作展开后的第1个星期里，利胡埃的业余无线电广播通讯中有部分表示支持当地政府，美国红十字会同当地工作人员在匆忙之下合作，向考艾岛各地灾民提供避难所和救灾中心。
伊尼基过后的几个月里，多家保险公司搬离夏威夷州。为了应对这种情况，州长约翰·怀希三世（John D. Waihee III）于1993年设立飓风救济基金，向无法投保的夏威夷居民提供帮助。但由于之后多年都没有飓风来袭，这笔基金一直没有动用，到了2000年，已有多家保险公司重新在岛上开展业务，基金因此取消。
飓风过去后，考艾岛上四处游荡的野鸡数量有戏剧性增长，估计这是因为伊尼基摧毁了许多鸡舍，其中一些可能住的是斗鸡。
受风暴造成的重大损失影响，其名称“伊尼基”因此除名，用于取代的新名称是“伊奥拉纳”（Iolana）。